# Mike Richards
Michael Basil "Mike" Richards (nascido em 11 de outubro de 1958) é um ex-ciclista neozelandês de ciclismo de pista. Representou seu país, Nova Zelândia, nos Jogos Olímpicos de Verão de 1976 em Montreal, competindo na perseguição por equipes de 4 km e terminando em nono.
É o irmão do ciclista Jamie Richards, que também disputou as Olimpíadas de Montreal 1976.